# KD Tunku Abdul Rahman
Le KD Tunku Abdul Rahman est un sous-marin de classe Scorpène construit pour la Marine royale malaisienne par DCNS à Cherbourg en France et Navantia à Carthagène, en Espagne. Il porte le nom de l'ancien premier ministre Tunku Abdul Rahman.

## Conception et développement
La section avant a été construite à DCNS et jointe à la section arrière, qui a été construite par Navantia.
Le 3 septembre 2009, Tunku Abdul Rahman est arrivé en Malaisie 54 jours après avoir quitté Toulon pour sa nouvelle base navale. Selon un rapport de septembre 2009 paru dans The Sun en anglais en Malaisie, le sous-marin devait être officiellement mis en service dans la marine royale malaisienne en octobre 2009.
Sa principale mission est la surveillance des eaux territoriales, du détroit  de Malacca, de la Mer de Chine méridionale, de la Mer de Sulu et de la Mer des Célèbes.